# Mixels
HallowMixels (1999-2016)
Mixels est une série télévisée d'animation américaine-danoise dérivée de la gamme du jouet Lego Lego Mixels, dont la durée d'un épisode est d'environ 2 minutes, créée par John Fang et Dave Smith et diffusée à partir du 12 février 2014 sur Cartoon Network. En France, la série est diffusée en 2014 sur Cartoon Network.

## Synopsis
La série se concentre sur les Mixels, de petites créatures qui peuvent se mélanger ensemble.

## Développement
La société Lego et Cartoon Network s'associent afin de créer cette série, à l'aide d'animateurs, de doubleurs et de fabricants de jouets. Une application mobile à l'effigie de ces créatures est sortie en mars 2014.

## Épisodes
1. Cocopomme (Coconapple)
2. Cuistoroni (Cookironi)
3. Douche de lave (Hot Lava Shower)
4. Electroche (Electrorock)
5. Nixels (Nixels)
6. La grotte (Pothole)
7. Murp (Murp)
8. Le facteur (Mailman)
9. Un autre Nixel (Another Nixel)
10. L'ampoule (Changing a Light Bulb)
11. Rocheball (Rockball)
12. Les mauvaises couleurs ! (Wrong Colors)
13. Nixel-Mischmasch (Mix Over)
14. Bar-B-Cube (Bar-B-Cubes)
15. Half-Pipe (Snow Half Pipe)
16. Jambolgnaise (Hamlogna Conveyorbelt Madness)
17. Drôle de théatre (Vaudeville Fun)
18. Lancer de troncs (Fang Gang Log Toss)
19. Tope-là (High Five)
20. Ascenseur (Elevators)
21. Spécialement Mixé ! (Mixed Up Special)
22. Aventure lunaire de Mixels (Mixel Moon Madness)
23. La quête du Mixamajig (The quest of the lost Mixamajig)

## Distinctions
En 2014, Mixels remporte la catégorie « Pocket Money » aux London Toy Fair Best New Toy Awards.